# Банк Республіки Бурунді
Банк Республіки Бурунді (фр. Banque de la République du Burundi) —— центральний банк Бурунді. Центральний офіс банку розташований в Бужумбурі, агентства банку — у Гітезі і Нгозі.
Відповідно до статуту банку основні його завдання: визначення валютної і кредитної політики і підтримка курсу національної валюти, необхідних для гармонійного розвитку економіки країни. Банк володіє винятковим правом на випуск банкнот і монет.

## Історія
- Королівським указом від 27 липня 1887 року бельгійський франк встановлюється як офіційна валюта Вільної держави Конго, в яку входило Бурунді.
- Занзібарський договір 1890 року передав Руанду і Бурунді в німецьку сферу в Африці; німецька східноафриканська рупія стає офіційною валютою, фактично в обігу продовжувалося використання бельгійського франка, а також інших валют (французький франк, індійська рупія і інші).
- 10 жовтня 1927 року Руанда і Бурунді включені в зону діяльності Банку Бельгійського Конго; фактично конголезький франк після Першій світовій війні використовувався в обігу на цих територіях з 1919 року.
- 1 липня 1952 року право емісії конголезького франка передане державному Центральному банку Бельгійського Конго і Руанди-Бурунді.
- 21 серпня 1960 року створений Емісійний банк Руанди і Бурунді, 2 вересня 1960 року початий випуск нової валюти — франка Руанди і Бурунді.
- 9 квітня 1964 року заснований Королівський банк Бурунді. 30 вересня 1964 року розірваний валютний та митний союз Руанди і Бурунді, обидві країни вводять власні валюти.
- У листопаді 1966 року проголошена республіка, законом від 28 квітня 1967 року банк перейменований в Банк Республіки Бурунді[1][2].